# Oxstedt
Oxstedt (niederdeutsch Ox) ist ein Teil des Cuxhavener Ortsteils Altenwalde im Norden des niedersächsischen Landkreises Cuxhaven.

## Geografie

### Lage
Das Heidedorf Oxstedt ist etwa 4 km von der Nordsee entfernt und liegt auf der Geest. Nur im Süden und Westen befinden sich kleine Streifen von Marschland. Östlich liegt die Altenwalder Heide und im Süden bildet der Oxterbach, über den Wasser in die Nordsee abfließt, die Grenze zur Einheitsgemeinde Wurster Nordseeküste. Cuxhavens kleiner Kurteil Oxstedt liegt inmitten von weitreichenden Feldern, Heide- und Waldgebieten, mit Zugang zu den Cuxhavener Küstenheiden, die von Wildpferden, Wisenten und Auerochsen gepflegt werden.

### Nachbarorte
|                                                                            | Berensch-Arensch                                 | Altenwalde                        |
| Nordholz – Ortsteil Spieka-Neufeld (Einheitsgemeinde Wurster Nordseeküste) | Kompassrose, die auf Nachbargemeinden zeigt      | Altenwalde – Ortsteil Franzenburg |
|                                                                            | Nordholz (Einheitsgemeinde Wurster Nordseeküste) |                                   |

(Quelle:)

## Geschichte
Der Ort wurde erstmals im Jahre 1139 erwähnt. In Quellen aus den Jahren 1847 und 1866–1871 findet der frühere Ortsname Oxte Verwendung. In der unteren Wappenbegründung wird die noch ältere Form des Ortsnamens Ockenstede genannt.
Die Gemeinden Arensch, Berensch, Cuxhaven, Döse, Duhnen, Groden, Gudendorf, Holte, Insel Neuwerk, Oxstedt, Ritzebüttel, Sahlenburg, Spangen, Stickenbüttel, Süder- und Westerwisch gehörten bis 1864 dem hamburgischen Amt Ritzebüttel und danach der Landherrenschaft Ritzebüttel an. 1926 gingen die Gemeinden Arensch, Berensch, Duhnen, Groden, Gudendorf, Holte, Insel Neuwerk, Oxstedt, Sahlenburg, Spangen, Stickenbüttel, Süder- und Westerwisch in der Landherrenschaft Hamburg auf. Mit dem Groß-Hamburg-Gesetz vom 1. April 1937 gingen die Gemeinden Arensch, Berensch, Gudendorf, Oxstedt, Sahlenburg, Holte und Spangen an den Landkreis Land Hadeln, Regierungsbezirk Stade der preußischen Provinz Hannover.

### Eingemeindungen
Am 1. Juli 1968 wurde die zuvor selbständige Gemeinde Oxstedt in die Gemeinde Altenwalde eingemeindet. Vier Jahre später, am 1. Juli 1972, wurde die Gemeinde Altenwalde in die Stadt Cuxhaven eingegliedert.

### Einwohnerentwicklung
| Jahr      | 1847  | 1866  | 1867  | 1871  | 1910  | 1925   | 1933   | 1939   | 1950  | 1956  | 2011  |
| --------- | ----- | ----- | ----- | ----- | ----- | ------ | ------ | ------ | ----- | ----- | ----- |
| Einwohner | 143   | 167   | 162   | 175   | 195   | 233    | 329    | 345    | 862   | 762   | 710   |
| Quelle    | [ 4 ] | [ 5 ] | [ 5 ] | [ 5 ] | [ 9 ] | [ 10 ] | [ 10 ] | [ 10 ] | [ 1 ] | [ 1 ] | [ 2 ] |

|  |

## Politik

### Ortsrat und Bürgermeister
Oxstedt wird vom Ortsrat des Cuxhavener Ortsteils Altenwalde vertreten.

### Wappen
Der Entwurf des Kommunalwappens von Oxstedt stammt von dem Heraldiker und Wappenmaler Albert de Badrihaye, der zahlreiche Wappen im Landkreis Cuxhaven erschaffen hat.
| Wappen von Oxstedt | Blasonierung: „In Grün zwischen drei goldenen Eichenblättern (2 : 1) eine silberne durchbrochene Raute, in Balkenstellung, als Odalrune.“ |
| Wappen von Oxstedt | Wappenbegründung: Die Eichenblätter weisen auf den örtlichen Wald hin. Die Odalrune erinnert an die frühere Form des Ortsnamens = Ockenstede (Siedlungsstätte des Ocko). Der Personenname Ocko soll sich von dem altgermanischen Wort „odal“ = Besitz herleiten. |

## Kultur und Sehenswürdigkeiten

### Denkmale
- Auf dem örtlichen Friedhof befindet sich ein Gedenkstein sowie eine Gedenktafel für die Gefallenen des Ersten und Zweiten Weltkrieges[12]

### Vereine
- Schützenverein: Deutscher Freischütz Oxstedt von 1914 e. V.
- Förderverein: Freibad Oxstedt
- Fußballverein: VfB Oxstedt 1950 e. V.
- Küsten-Golfclub „Hohe Klint“
- Gemischter Chor Oxstedt e. V.

## Wirtschaft und Infrastruktur
Öffentliche Einrichtungen
- Freibad mit Sprungturm, Nichtschwimmerbecken mit Dreibahnenrutsche, Baby-Planschbecken und dazugehörenden Liegewiesen
- Golfplatz „Hohe Klint“ mit seiner 18-Loch-Anlage und 62 Hektar Größe

## Persönlichkeiten
Personen, die mit dem Ort in Verbindung stehen
- Karl Waller (1892–1963), Lehrer und Heimat- und Vorgeschichtsforscher des Elbe-Weser-Raumes, Kulturpfleger der Stadt Cuxhaven, unter seiner Leitung fanden Ausgrabungen und Notbergungen u. a. in Oxstedt statt
- Heinz Fick (1935–1996), Sparkassenangestellter, Mundartautor, niederdeutscher Schreiber, er wirkte und starb in Oxstedt
- Ulrich Hinrich Arnold Neuhaus-Steinmetz (* 1960), Wissenschaftler und forensischer Mitarbeiter am Kriminaltechnischen Institut des Landeskriminalamtes Berlin